# Romanu
Romanu é uma comuna romena localizada no distrito de Brăila, na região de Muntênia. A comuna possui uma área de 70.92 km² e sua população era de 1949 habitantes segundo o censo de 2007.